# Tottenham Hotspur FC
Tottenham Hotspur Football Club, cunoscut și ca Spurs, este un club de fotbal englez din Tottenham, Londra, care evoluează în Premier League. Clubul este deținut de ENIC Group și îl are ca președinte pe Daniel Levy. Emblema clubului este un cocoș care stă pe o minge de fotbal. Deviza clubului este "To dare is to do" (în latină "Audere est facere"). Clubul are o rivalitate de lungă durată cu vecinii din nordul Londrei, Arsenal, disputând derby-ul nordului Londrei.

## Istorie

### De la geneză la primul titlu de campioană
În 1882 Hotspur Football Club a fost creat de un grup de tineri de la o școală locală de gramatică și de Clubul de Cricket Hotspur. Se crede că numele de Hotspur este asociat cu Sir Henry Percy (Sir Harry Hotspur) care a trăit în acastă locație în secolul al XIV-lea. Mai târziu clubul și-a schimbat denumirea în Tottenham Hotspur pentru a se diferenția de alt club: London Hotspur.
La început Hotspur juca în echipamente de culoare albastră. Apoi culorile au variat de la albastru deschis cu alb, la tricouri de culoare roșie cu șorturi albastre, la ciocolatiu și auriu. În sezonul 1899-1900 culorile echipamentului s-au definitivat la tricouri albe și șorturi albastre/bleu, ca un tribut plătit clubului Preston North End, cel mai puternic club de fotbal al momentului în campionatul englez.
În 1888 Tottenham și-a mutat meciurile de acasă din câmpia River Lee în Parcul Northumberland, unde clubul a putut taxa spectatorii. Clubul a devenit profesionist chiar înainte de ziua de Crăciun din anul 1895, iar în anul 1896 a fost primit în Southern League (Liga de Sud) atrăgând circa 15,000 de spectatori la fiecare meci disputat acasă. În 1898, Charles Roberts devine președinte, ocupând această funcție până în anul 1943.
În 1899 Spurs a făcut ultima schimbare de stadion, mutându-se într-o fostă grădină a unei piețe din High Road, Cartierul Tottenham. În timp, stadionul a adoptat numele unui târg local, White Hart Lane. Mutarea s-a dovedit de succes pentru că în 1900 Tottenham câștigă Shoutern League (Liga de Sud), iar anul următor triumfând și în FA Cup (Cupa Angliei) devenind prima echipă din afara primei ligi care câștigă această competiție.
Tottenham a fost admisă în Second Division of the Football League (Liga a doua) pentru sezonul 1908-1909, reușind promovarea în First Division (Prima Ligă) ocupând locul 2. Rezultatele clubului între anul 1910 și Primul Război Mondial sunt slabe, în sezonul 1914-1915 când competiția a fost suspendată, Tottehnham fiind la subsolul clasamentului.
În anul 1919, Arsenal Londra – care ocupase doar locul 5 în a doua ligă – a fost admisă în prima ligă în locul lui Spurs. În sezonul 1919-1920 Tottenham câștigă liga a doua engleză și anul viitor, pe 13 aprilie, 1921, Spurs câștigă pentru a doua oară FA Cup (Cupa Angliei), învingând în finală pe Wolves cu scorul de 1-0.
În 1949 Arthur Rowe a devenit manager, acesta dezvoltând stilul tactic de joc push and run (lit: apasă și fugi). Acest stil însemna să pasezi mingea repede unui coechipier fugind apoi pe lângă fundașul de marcaj pentru a primi pasa returnată (practic un '1-2' clasic cu a doua pasă lungă). În 1951 Tottenham câștigă First Division Championship (Prima Ligă) devenind prima echipă care a câștigat a doua și prima ligă în sezoane succesive. Printre cei mai importanți jucători au fost Alf Ramsey, Ronnie Burgess, Ted Ditchburn, Len Duquemin, Sonny Walters sau Bill Nicholson.

### Deceniile 1960 și 1970
Bill Nicholsen s-a angajat la Tottenham Hotspur în 1936 ca ucenic. În următorii 68 de ani a servit clubul în toate sectoarele, de la om de serviciu la președinte. La primul său meci ca manager, la 11 octombrie 1958, Tottenham a învins pe Everton cu 10-4. A fost scorul record în acel moment pentru club și un semn al lucrurilor ce aveau să urmeze. Nicholsen a condus echipa Tottenham către succese majore în 3 ani la rând la începutul anilor '60: "dubla" din 1960, FA Cup (Cupa Angliei) și o semi-finală a Cupei Europei în 1962 și Cupa Cupelor în 1963. Jucătorii importanți ai acestei perioade au fost: Danny Blanchflower, John White, Dave Mackay, Cliff Jones și Jimmy Greaves.
După 1964, echipa a început să se dezintegreze din cauza vârstei, a accidentărilor și a transferurilor. Nicholson a reconstruit o a doua echipă de succes cu "importuri" ca Alan Gilzean, Mike England, Alan Mullery, Terry Venables, Joe Kinnear și Cyril Knowles. În 1967 au bătut pe Chelsea în finala FA Cup și au terminat campionatul pe poziția a treia.
Nicholson a câștigat și Cupa Ligii (1971 și 1973) și Cupa UEFA în 1972, înainte să demisioneze la startul sezonului 1974-1975, din cauza începutului dezastruos de sezon și pentru că s-a simțit dezgustat fața de manifestările huliganice ale suporterilor din Rotterdam la finala Cupei UEFA.
Nicholson a câștigat 8 trofee majore în cei 16 ani de activitate, această perioadă fiind fără îndoială cea mai glorioasă din istoria clubului.
Tottenham a retrogradat din prima ligă la sfârșitul sezonului 1976-1977, după 27 de ani de performanță de top. Acest lucru a fost urmat imediat de vânzarea internaționalului nord-irlandez Pat Jennings rivalilor de la Arsenal Londra, o mutare care i-a șocat pe fani și care s-a dovedit a fi o eroare. Jennings a mai jucat 8 ani la cel mai înalt nivel pentru Arsenal Londra, în timp ce lui Spurs i-a luat până în 1981 să găsească un portar de clasă, în persoana lui Ray Clemence de la Liverpool.
Înlocuitorul lui Nicholson, Danny Burkinshaw a promovat chiar în primul sezon ca manager. În vara anului 1978 Burkinshaw a șocat lumea fotbalistică aducând la Tottenham două "vedete" ale cupei mondiale, argentinienii Osvald Ardiles și Ricardo Villa, asemenea transferuri fiind nemaivăzute la acea dată în fotbalul britanic.

### Deceniul 1980
Abia în 1981 Burkinshaw a fost răsplatit cu un trofeu, FA Cup (Cupa Angliei) învingând pe Manchester City cu 3-2 într-o rejucare, meci în care Ricardo Villa a înscris un gol memorabil.
Tottenham și-a păstrat trofeul și în anul următor, învingând tot într-o rejucare pe QPR. În acel sezon echipa s-a bătut pe patru planuri, însă la finalul sezonului a trebuit să se mulțumească cu poziția a patra în campionat, primul loc fiind ocupat de Liverpool. În Cupa Ligii a ajuns în finală fiind egalată în ultimele 3 minute de același Liverpool și fiind înfrântă în prelungiri. În Cupa Cupelor Europene Tottenham a pierdut în fața Barcelonei la un singur gol (1-1 pe White Hart Lane și 0-1 în Spania).
În 1982 clubul a fost cumpărat de latifundiarul Irving Scholar. Provocarea majoră pentru Scholar a fost să refacă stabilitatea financiară a clubului, deoarece construcția Tribunei Vestice (West Stand) adusese clubul aproape de faliment.
În sezonul 1985-1986, David Pleat de la Luton Town a fost numit manager. Jucând cu 5 oameni la mijloc (Hoddle, Ardiles, Hodge, Paul Allen, Waddle), care îi furnizau mingi prolificului atacant Clive Allen, Tottenham s-a luptat pe toate fronturile. Însă Spurs a fost învinsă într-o rejucare în semi-finala Cupei Ligii cu Arsenal Londra după două egaluri în cele două manșe. În FA Cup (Cupa Angliei), deși Tottenham era clar favorită în fața celor de la Coventry – care juca prima finală din palmaresul său – a suferit o înfrângere cu 3-2.
Terry Venables a fost succesorul lui Pleat care a clasat echipa pe poziția a treia în sezonul 1989-1990 și a câștigat FA Cup în 1991. Noua echipă includea jucători importanți care au avut prestații excelente pentru echipa națională a Angliei, care a ajuns în semi-finala Campionatului Mondial din 1990: Gary Lineker și Paul Gascoigne.

### Deceniul 1990 / „Era” Premier League
În 1990, o eroare făcută pe piața imobiliară l-a lăsat pe Irving Scholar aproape falimentar, acesta fiind nevoit să vândă clubul. Venables și-a unit forțele cu omul de afaceri Alan Sugar și au cumpărat Tottenham Hotspur PLC (Public Limited Company) plătind și datoriile clubului care ajungeau la 20 milioane de lire sterline, o partea din acești bani provenind din vânzarea vedetei Paul Gascoigne.
După ce a câștigat promovarea cu WBA, fosta stea Ossie Ardiles devine managerul clubului în 1993. Ardiles a transferat trei jucători scumpi: atacantul german Jürgen Klinsmann și duo-ul românesc Gheorghe Popescu și Ilie Dumitrescu formând astfel "Celebrul Cinci": Teddy Sheringham și Klinsmann în față, Nick Barmby imediat în spate, Darren Anderton pe dreapta și Ilie Dumitrescu pe stânga. Până la urmă aceste transferuri nu au adus performanțele dorite la Tottenham, Ardiles fiind concediat în 1994.
Ardiles a fost înlocuit cu fostul manager de la QPR, Gerry Francis. Tottenham a urcat pe poziția a șaptea în campionat ajungând în semi-finalele FA Cup, unde au fost învinși cu 4-1 de Everton.
Sezonul 1996-1997 a găsit-o pe Tottenham pe poziția a zecea. Atacantul Teddy Sheringham a fost vândut la Manchester United din cauza neînțelegerilor contractuale. În noiembrie 1997, cu echipa în pericol de retrogadare, Francis a fost concediat. Christian Gross a fost numit ca manager, acesta readucându-l la echipă pe Jürgen Klinsmann, care s-a dovedit un jucător cheie în salvarea de la retrogadare.
George Graham a fost angajat să conducă echipa înainte de sezonul 1998-1999. În ciuda criticilor vehemente venite din partea fanilor, în primul sezon ca manager acesta a obținut o poziție sigură în clasament și a câștigat Cupa Ligii împotriva lui Leicester City pe Wembley. 
Glenn Hoddle a preluat echipa în aprilie 2001, care se afla pe locul 13 în Premier League. Primul său meci a fost o înfrângere într-o semi-finală împotriva rivalei Arsenal Londra. O altă umilință a fost atunci când căpitanul Sol Campbell a semnat cu Arsenal Londra pe baza "regulei Bosman" (la expirarea contractului, fără nicio primă de transfer). Cu fonduri limitate, Hoddle și-a îndreptat atenția spre jucători cu experiență ca Teddy Sheringham, Gus Poyet sau Christian Ziege.

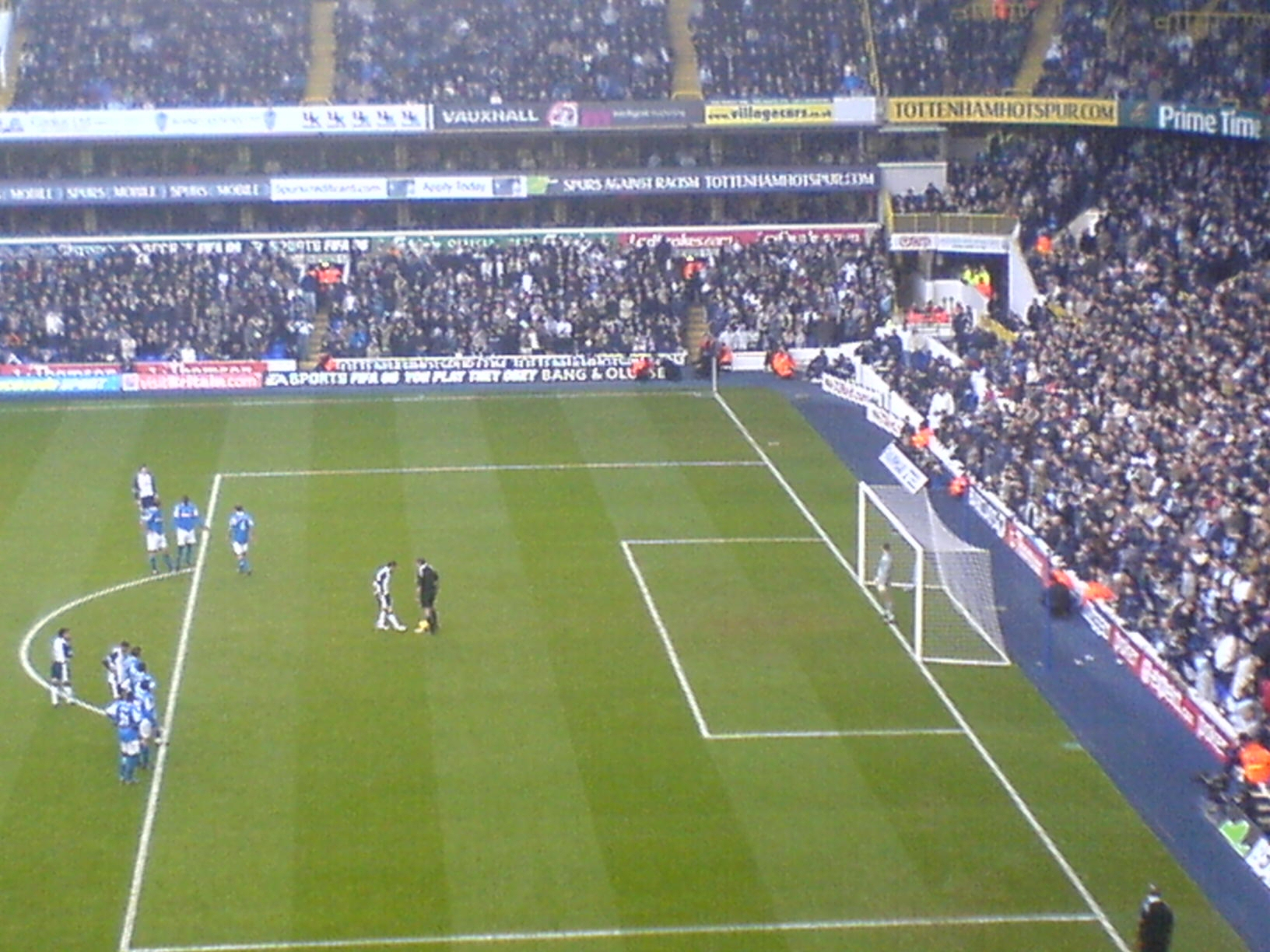
Robbie Keane se pregătește să execute un penalty

În mai 2004, Tottenham l-a numit pe antrenorul Franței, Jacques Santini ca manager principal, cu Martin Jol în postul de asistent-manager și Frank Arnesen ca director sportiv. Santini și-a dat demisia într-un mod bizar doar după 13 meciuri și a fost schimbat cu Martin Jol.
Sezonul 2005-2006 s-a dovedit unul foarte bun pentru Tottenham. Echipa a stat 6 luni pe locul 4 în clasament, pe care l-au pierdut în ultima etapă în favoarea rivalilor de la Arsenal Londra, după o înfrâgere suferită în meciul cu West Ham United. Meciul a fost controversat, 10 jucători de la Tottenham având probleme misterioase cu stomacul, la timpul respectiv presupunându-se că a fost vorba de o intoxicație alimentară.

### Sezonul 2006-2007
Pentru sezonul 2006-2007, Tottenham și-a schimbat echipamentele de la Kappa la Puma. Echipamentului de acasă i s-au scos culorile albastre de pe umeri (s-a revenit la tradiționalul "Lillywhites"), iar celui din deplasare i s-a înlocuit bleul cu albastru închis.
În campionat, forma echipei a fost ciudată, o performanță fiind victoria cu Chelsea Londra – prima victorie din 1990 și prima dată pe White Hart Lane din 1987.
În FA Cup, Spurs a bătut pe Cardiff City în runda a treia și pe Southend United în runda a patra. În runda a cincea a învins pe Fulham cu 4-0 în deplasare. Spurs a făcut 3-3 (după ce a condus cu 3-1) cu Chelsea în sferturi pe Stamford Bridge, fiind învinsă la rejucare pe White Harte Lane cu 1-2.
În Cupa Ligii, Tottenham a învins pe MK Dons, Port Vale și Southend calificându-se în semifinale contra lui Arsenal Londra. Prima manșă s-a încheiat 2-2, în retur Spurs pierzând cu 1-3 după 90 de minute și prelungiri.
În Cupa UEFA Tottenham a bătut în prima rundă pe Slavia Praga și a câștigat toate meciurile din grupă. Datorită suspendării echipei Feyenoord, Tottenham s-a calificat direct în 16-cimi, învingând în ambele manșe pe Braga. A fost eliminată de deținătoarea trofeului, Sevilla FC scoruri 1-2, 2-2.

## Stadion

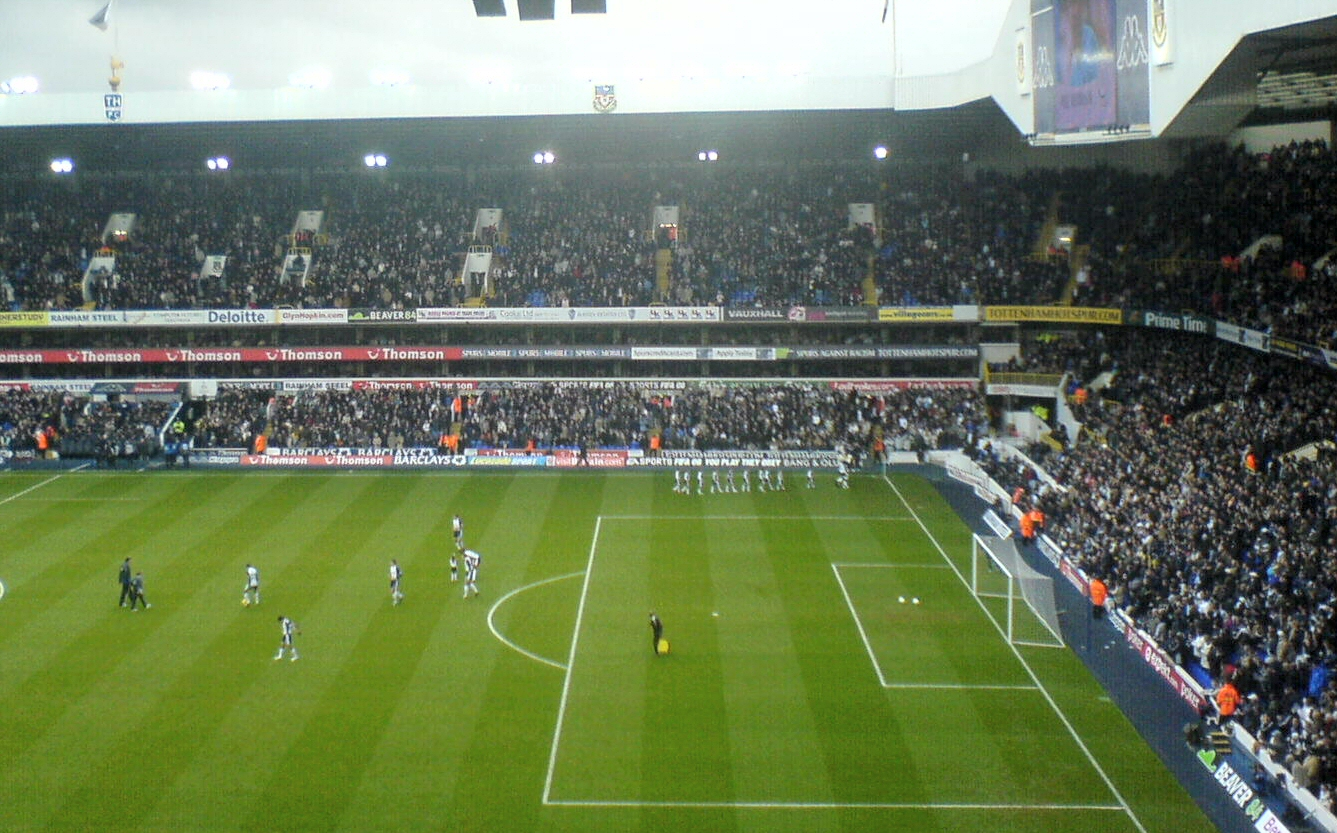
Stadionul White Hart Lane

Tottenham a jucat din 1899 pe stadionul White Hart Lane. În aprilie 2019, echipa s-a mutat pe Stadionul Tottenham Hotspur care a fost construit aproape pe același loc pe care se afla White Hart Lane care a fost demolat. 

### Tottenham Marshes
Tottenham a jucat primele sale meciuri pe Tottenham Marshes, pe teren public și a rămas aici pentru 6 ani. Aici, Tottenham a jucat pentru prima dată un meci cu rivalii de la Arsenal Londra (cunoscuți atunci sub numele de Woolwich Arsenal), în care Spurs  câștigau cu 2-1, însă meciul a fost oprit din cauza luminii slabe, oaspeții ajungând prea târziu. Existau ocazional lupte care izbucneau pentru a se afla cine va folosi cele mai bune terenuri. Spectatorii se înmulțeau și o nouă locație era necesară.

### Northumberland Park
În 1898 clubul s-a mutat de la Tottenham Marshes la Northumberland Park și a început să taxeze intrarea. A rămas aici numai un an pentru că în aprilie 1899, 14,000 de fani au venit să vadă pe Spurs jucând împotriva rivalei Woolwich Arsenal. Stadionul nu mai putea face față la asemenea număr de spectatori astfel Tottenham s-a mutat pe stadionul curent.

### White Hart Lane

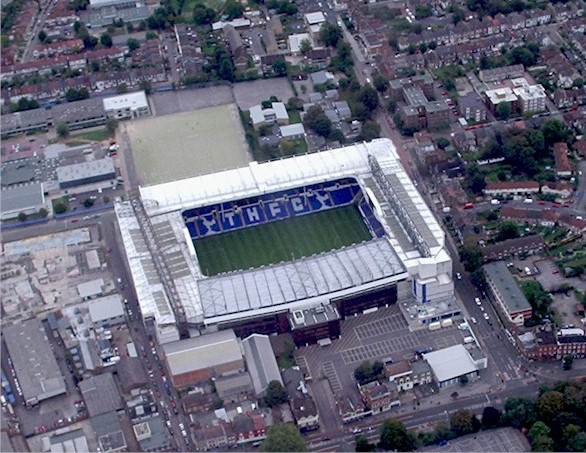
Vedere aeriană a stadionului White Hart Lane

Începând cu 1899 echipa a jucat pe White Hart Lane.
- Tribune:
  - Tribuna Vest: 6,890
  - Tribuna Nord: 10,086
  - Tribuna Est: 10,691
  - Tribuna Sud: 8,573
  - Capacitate totală: 36,240
- Primul meci: Tottenham vs Nottingham Forrest 4-1
- Locuri destinate presei: 82
- Record număr de spectatori: 75,038; Tottenham Hotspur vs Sunderland, FA Cup  5 martie 1938

## Logo

Stema timpurie
1956–1983
1983–2005
2006–prezent

## Patronaj
Miliardarul Joseph Lewis deține 29,8% din acțiunile clubului prin compania sa de investiții ENIC Sports Ltd. ENIC deține de asemenea procente importante din acțiunile cluburilor SK Slavia Praga și AEK Atena. Daniel Levy este Președinte Executiv,  având un rol important în managementul clubului. Sir Alan Sugar deține 13% din acțiuni prin Amshold Limited, iar Stelios Haji-Ioannou are 9% prin Hodram Inc.

## Rivali
Cea mai mare rivală a lui Tottenham este cu vecina din nordul Londrei, Arsenal. Celălalt mare rival este concitadina Chelsea. Alte derby-uri sunt împotriva echipelor Fulham, West Ham United și Charlton Athletic.

### Coeficientul UEFA
Coeficientul UEFA este utilizat la tragerea la sorți a competițiilor continentale organizate de Uniunea Asociațiilor Europene de Fotbal. Pe baza performanței cluburilor la nivel european timp de cinci sezoane, acest coeficient este calculat folosind un sistem de puncte și este stabilit un clasament. La sfârșitul sezonului 2018-2019, Leicester City se află pe locul șaptezeci și doi.
| Rang | Club                   | Coeficient |
| ---- | ---------------------- | ---------- |
| 15   | SSC Napoli             | 80.000     |
| 16   | Șahtar Donețk          | 80.000     |
| 17   | Tottenham Hotspur      | 78.000     |
| 18   | Manchester United      | 78.000     |
| 19   | Zenit Sankt Petersburg | 72.000     |

## Palmares și statistici

### Titluri și trofee
| Competiții Naționale | Competiții Europene |
| - Premier League (2) : - Campioană : 1951, 1961. - Vice-campioană : 1922, 1952, 1957, 1963, 2017. - Cupa Angliei (8) : - Câștigătoare : 1901, 1921, 1961, 1962, 1967, 1981, 1982, 1991. - Finalistă : 1987. - Cupa Ligii (4) : - Câștigătoare : 1971, 1973, 1999, 2008. - Finalistă : 1982, 2002, 2009, 2015, 2021. - Supercupa Angliei (7) : - Câștigătoare : 1921, 1951, 1961, 1962, 1967, 1981, 1991. - Finalistă : 1920, 1982. - EFL Championship (2) : - Campioană : 1920, 1950. - Vice-campioană : 1908, 1933. | - Liga Campionilor : - Finalistă (1) - 2019 - Semifinalistă (1) - 1962 - Sfert-finalistă (1) - 2011 - Cupa UEFA/UEFA Europa League : - Câștigătoare (3) - 1971-72, 1983-84, 2024-25 - Finalistă (1) - 1974 - Semifinalistă (1) - 1973 - Cupa Cupelor : - Câștigătoare (1) - 1963 - Semifinalistă (1) - 1982 - Cupa Ligii Anglo-Italiană : - Câștigătoare (1) - 1971 |

## Finale
Performanțe obținute de Tottenham în cupele naționale ale Angliei.
| 1901 | Tottenham | 3 - 1 | Sheffield United  |
| 1921 | Tottenham | 1 - 0 | Wolves            |
| 1961 | Tottenham | 2 - 0 | Leicester         |
| 1962 | Tottenham | 3 - 1 | Burnley           |
| 1967 | Tottenham | 2 - 1 | Chelsea           |
| 1981 | Tottenham | 3 - 2 | Manchester City   |
| 1982 | Tottenham | 1 - 0 | QPR               |
| 1991 | Tottenham | 2 - 1 | Nottingham Forest |

| 1971 | Tottenham | 2 - 0 | Aston Villa |
| 1973 | Tottenham | 1 - 0 | Norwich     |
| 1999 | Tottenham | 1 - 0 | Leicester   |
| 2008 | Tottenham | 2 - 1 | Chelsea     |

| 1921 | Tottenham | 2 - 0 | Burnley           |
| 1951 | Tottenham | 2 - 1 | Newcastle         |
| 1961 | Tottenham | 3 - 2 | F.A. XI           |
| 1962 | Tottenham | 5 - 1 | Ipswich           |
| 1967 | Tottenham | 3 - 3 | Manchester United |
| 1981 | Tottenham | 2 - 2 | Aston Villa       |
| 1991 | Tottenham | 0 - 0 | Arsenal           |

| 1987 | Tottenham | 2 - 3 | Coventry |

| 1982 | Tottenham | 1 - 3 | Liverpool         |
| 2002 | Tottenham | 1 - 2 | Blackburn Rovers  |
| 2009 | Tottenham | 0 - 0 | Manchester United |
| 2015 | Tottenham | 0 - 2 | Chelsea           |
| 2021 | Tottenham | 0 - 1 | Manchester City   |

| 1920 | Tottenham | 0 - 2 | West Bromwich |
| 1982 | Tottenham | 0 - 1 | Liverpool     |

Performanțe obținute de Tottenham în cupele europene - UEFA.
| 2019 | Tottenham | 0 - 2 | Liverpool |

| 1972 | Tottenham | 3 - 2 | Wolves            |
| 1984 | Tottenham | 2 - 2 | Anderlecht        |
| 2025 | Tottenham | 1 - 0 | Manchester United |

| 1974 | Tottenham | 2 - 4 | Feyenoord |

| 1963 | Tottenham | 5 - 1 | Atlético Madrid |

## Statistici și recorduri
Steve Perryman dețin recordul meciuilor jucate pentru Spurs, având 854 de meciuri jucate pentru club între 1969 și 1986, dintre care 655 au fost meciuri din ligă. Jimmy Greaves deține recordul de marcare cu 266 de goluri în 380 meciuri din ligă, cupă și aparițiile la cupele europene.
Cel mai mare scor înregistrat într-un meci din ligă este de 9–0 când au jucat contra Bristol Rovers în a Doua Divizie pe 22 octombrie 1977. Cea mai mare victorie într-un meci pentru cupă a fost înregistrată pe 3 februarie 1960 cu un scor de 13–2 contra Crewe Alexandra în Cupa Angliei. Cea mai mare victorie a lui Tottenham a fost înregistrată în meciul jucat împotriva clubului  Wigan Athletic pe 22 noiembrie 2009, când au câștigat cu scorul de 9–1, Jermain Defoe înscriind cinci goluri. Cea mai mare înfrângere clubul a suferit-i împotriva lui 1. FC Köln, când au pierdut cu un scor de 8–0 în Cupa Intertoto pe 22 iulie 1995.

## Lotul actual
La 3 august 2025.
| Nr. |            | Poziție | Jucător                                         |
| --- | ---------- | ------- | ----------------------------------------------- |
| 1   | Italia     | P       | Guglielmo Vicario                               |
| 3   | România    | F       | Radu Drăgușin                                   |
| 4   | Austria    | F       | Kevin Danso                                     |
| 6   | Portugalia | M       | João Palhinha (împrumutat de la Bayern München) |
| 8   | Mali       | M       | Yves Bissouma                                   |
| 9   | Brazilia   | A       | Richarlison                                     |
| 10  | Anglia     | M       | James Maddison (vice-căpitan)                   |
| 11  | Franța     | A       | Mathys Tel                                      |
| 13  | Italia     | F       | Destiny Udogie                                  |
| 14  | Anglia     | M       | Archie Gray                                     |
| 15  | Suedia     | M       | Lucas Bergvall                                  |
| 17  | Argentina  | F       | Cristian Romero (căpitan)                       |
| 19  | Anglia     | A       | Dominic Solanke                                 |
| 20  | Ghana      | A       | Mohammed Kudus                                  |
| 21  | Suedia     | A       | Dejan Kulusevski                                |

| Nr. |                            | Poziție | Jucător           |
| --- | -------------------------- | ------- | ----------------- |
| 22  | Țara Galilor               | A       | Brennan Johnson   |
| 23  | Spania                     | F       | Pedro Porro       |
| 24  | Anglia                     | F       | Djed Spence       |
| 27  | Israel                     | A       | Manor Solomon     |
| 28  | Franța                     | A       | Wilson Odobert    |
| 29  | Senegal                    | M       | Pape Matar Sarr   |
| 30  | Uruguay                    | M       | Rodrigo Bentancur |
| 31  | Cehia                      | P       | Antonín Kinský    |
| 33  | Țara Galilor               | F       | Ben Davies        |
| 37  | Țările de Jos              | F       | Micky van de Ven  |
| 40  | Statele Unite ale Americii | P       | Brandon Austin    |
| 44  | Anglia                     | A       | Dane Scarlett     |
| 80  | Croația                    | F       | Luka Vušković     |
| 81  | Japonia                    | F       | Kōta Takai        |
|     | Spania                     | A       | Bryan Gil         |

### Jucători împrumutați
| Nr. |               | Poziție | Jucător                                              |
| --- | ------------- | ------- | ---------------------------------------------------- |
| 18  | Coreea de Sud | A       | Yang Min-hyeok (la Portsmouth până pe 30 iunie 2026) |
| 35  | Anglia        | F       | Ashley Phillips (la Stoke City până pe 31 mai 2026)  |

| Nr. |           | Poziție | Jucător                                                   |
| --- | --------- | ------- | --------------------------------------------------------- |
| 36  | Argentina | A       | Alejo Véliz (la Rosario Central până pe 30 iunie 2026)    |
| 45  | Anglia    | M       | Alfie Devine (la Preston North End până pe 30 iunie 2026) |

## Antrenori

### Istoric antrenori
| - 1898 Frank Brettell - 1899 John Cameron - 1907 Fred Kirkham - 1912 Peter McWilliam - 1927 Billy Minter - 1930 Percy Smith - 1935 Wally Hardinge (interimar) - 1935 Jack Tresadern - 1938 Peter McWilliam - 1942 Arthur Turner - 1946 Joe Hulme - 1949 Arthur Rowe - 1955 Jimmy Anderson - 1958 Bill Nicholson - 1974 Terry Neill - 1976 Keith Burkinshaw - 1984 Peter Shreeves - 1986 David Pleat - 1987 Trevor Hartley și Doug Livermore (interimar) | - 1987 Terry Venables - 1991 Peter Shreeves - 1992 Doug Livermore și Ray Clemence (FTC) - 1993 Osvaldo Ardiles - 1994 Steve Perryman (interimar) - 1994 Gerry Francis - 1997 Chris Hughton (interimar) - 1997 Christian Gross - 1998 David Pleat (interimar) - 1998 George Graham - 2001 David Pleat (interimar) - 2001 Glenn Hoddle - 2003 David Pleat (interimar) - 2004 Jacques Santini - 2004 Martin Jol - 2007 Clive Allen (interimar) - 2007 Juande Ramos - 2008 Harry Redknapp - 2012 Andre Villas-Boas | - 2013 Tim Sherwood - 2014 Mauricio Pochettino - 2019 José Mourinho - 2021 Ryan Mason (interimar) - 2021 Nuno Espírito Santo - 2021 Antonio Conte - 2023 Cristian Stellini (interimar) - 2023 Ryan Mason (interimar) - 2023 Ange Postecoglou - 2025 Thomas Frank |

### Top 20 antrenori din istoria clubului
Bazat pe % de câștiguri din toate competițiile
|    | Manager                     | Ani                   | Meciuri jucate | Meciuri câștigate | Meciuri câștigate % |
| -- | --------------------------- | --------------------- | -------------- | ----------------- | ------------------- |
| 1  | Frank Brettell              | 1898–1899             | 63             | 37                | 58.73               |
| 2  | Arthur Turner               | 1942–1946             | 49             | 27                | 55.10               |
| 3  | John Cameron                | 1899–1907             | 570            | 296               | 51.93               |
| 4  | David Pleat                 | 1986–1987             | 119            | 60                | 50.42               |
| 5  | Andre Villas-Boas           | 2012–                 | 28             | 14                | 50                  |
| 6  | Harry Redknapp              | 2008–2012             | 198            | 98                | 49.49               |
| 7  | Bill Nicholson              | 1958–1974             | 832            | 408               | 49.03               |
| 8  | Arthur Rowe                 | 1949–1955             | 283            | 135               | 47.70               |
| 9  | Fred Kirkham                | 1907–1908             | 61             | 29                | 47.54               |
| 10 | Jimmy Anderson              | 1955–1958             | 161            | 75                | 46.58               |
| 11 | Percy Smith                 | 1929–1935             | 253            | 109               | 46.38               |
| 12 | Doug Livermore Ray Clemence | 1992–1993             | 51             | 23                | 45.09               |
| 13 | Martin Jol                  | 2004–2007             | 150            | 67                | 44.67               |
| 14 | Peter Shreeves              | 1984–1986 & 1991–1992 | 177            | 79                | 44.63               |
| 15 | Jack Tresadern              | 1935–1938             | 146            | 65                | 44.52               |
| 16 | Peter McWilliam             | 1913–1927 & 1938–1942 | 750            | 331               | 44.13               |
| 17 | 'The Directors'             | 1908–1913             | 231            | 99                | 42.86               |
| 18 | Joe Hulme                   | 1946–1949             | 150            | 64                | 42.67               |
| 19 | Keith Burkinshaw            | 1976–1984             | 431            | 182               | 42.23               |
| 20 | Terry Venables              | 1987–1991             | 165            | 67                | 40.61               |

* Statistici din 29 decembrie 2012

## Jucători renumiți
Jucătorii de mai jos sunt considerați jucători renumiți datorită contribuțiilor aduse clubului:
| - Osvaldo Ardiles - Ricardo Villa - Clive Allen - Les Allen - Paul Allen - Darren Anderton - Peter Baker - Phil Beal - Bobby Buckle - Keith Burkinshaw - Martin Chivers - Tommy Clay - Ray Clemence - Ralph Coates - Garth Crooks | - Jimmy Dimmock - Ted Ditchburn - Terry Dyson - Paul Gascoigne - Arthur Grimsdell - Jimmy Greaves - Willie Hall - Ron Henry - Glenn Hoddle - Jack Jull - Ledley King - Cyril Knowles - Gary Lineker - Gary Mabbutt - Billy Minter | - Tom Morris - Alan Mullery - Bill Nicholson - Maurice Norman - Steve Perryman - Martin Peters - Teddy Sheringham - Bobby Smith - Vivian Woodward - Chris Waddle - Fanny Walden - David Ginola - Steffen Freund - Jürgen Klinsmann | - Chris Hughton - Danny Blanchflower - Pat Jennings - Steve Archibald - Bill Brown - John Cameron - Alan Gilzean - Dave Mackay - John White - Ronnie Burgess - Mike England - Cliff Jones - Terry Medwin - Taffy O'Callaghan |

## Jucătorul anului
Votat de membri. (Anul calendaristic este până în sezonul din 2005–06)
| - 1987 Gary Mabbutt - 1988 Chris Waddle - 1989 Erik Thorstvedt - 1990 Paul Gascoigne - 1991 Paul Allen - 1992 Gary Lineker - 1993 Darren Anderton - 1994 Jürgen Klinsmann - 1995 Teddy Sheringham - 1996 Sol Campbell - 1997 Sol Campbell - 1998 David Ginola | - 1999 Stephen Carr - 2000 Stephen Carr - 2001 Neil Sullivan - 2002 Simon Davies - 2003 Robbie Keane - 2004 Jermain Defoe - 2005–06 Robbie Keane - 2006–07 Dimitar Berbatov - 2007–08 Robbie Keane - 2008–09 Aaron Lennon - 2009–10 Michael Dawson - 2010–11 Luka Modrić | - 2011–12 Scott Parker - 2012–13 Gareth Bale - 2013–14 Christian Eriksen - 2014–15 Harry Kane - 2015–16 Toby Alderweireld - 2016–17 Christian Eriksen - 2017–18 Jan Vertonghen - 2018–19 Son Heung-min - 2019–20 Son Heung-min - 2020–21 Harry Kane - 2021–22 Son Heung-min |

## Cluburi asociate
- Real Madrid CF[19]
- SC Internacional[20]
- San Jose Earthquakes[21]
- South China AA[22]
- Supersport United[23]